# Opatov metróállomás
Opatov egy metróállomás Prágában a prágai C metró vonalán.

## Szomszédos állomások
A metróállomáshoz az alábbi állomások vannak a legközelebb:
- Chodov (Letňany)
- Háje (Háje)

## Átszállási kapcsolatok
| C (Letňany ↔ Háje) |                                                                     |                         |
| Állomás            | Átszállási kapcsolatok                                              | Fontosabb létesítmények |
| Opatov             | 136, 165, 177, 181, 182, 213, 326, 327, 328, 363, 385, 397, 901 P+R |                         |